# Peter Rüedi
Peter Rüedi (* 15. Januar 1943 in Basel) ist ein Schweizer Journalist und Dramaturg.

## Leben
Peter Rüedi wuchs nach früher Kindheit in Mailand und Como in Arbon im Kanton Thurgau auf. Nach der Matura in Frauenfeld studierte er ab 1961 Germanistik an der Universität Basel, insbesondere bei Walter Muschg.
1966 wurde er Redaktor bei der Zürcher Woche bzw. deren Sonntags-Journal (1968–72). 1974 wurde er Ressortleiter Kultur bei der Weltwoche. 1980 wechselte er aus dem Journalismus, um bis 1982 als Dramaturg in Berlin am Schillertheater tätig zu sein. Zwischen 1982 und 1989 war er Chefdramaturg am Schauspielhaus Zürich. Seitdem arbeitet Rüedi vorwiegend für die Weltwoche: von 1994 bis 1996 redigierte er die literarische Beilage Weltwoche Supplement, aktuell schreibt er wöchentliche Kolumnen zu Jazz und Wein. Für Die Zeit verfasst er gelegentlich CD-Rezensionen.
1990 war er Mitbegründer der Kulturstiftung des Kantons Thurgau, deren Stiftungsrat er bis 1999 angehörte. Im Weiteren war er zwischen 1985 und 1997 Stiftungsrat der Schweizerischen Kulturstiftung Pro Helvetia.
Nachdem er 1998 den Briefwechsel zwischen Max Frisch und Friedrich Dürrenmatt im Diogenes Verlag herausgegeben hatte, erschien 2011 seine umfangreiche Dürrenmatt-Biografie «Dürrenmatt oder Die Ahnung vom Ganzen».
Rüedi lebt in Tremona.

## Werke
- Hundertmal Jazz live. Jazz in Willisau (mit Margret Staber). Fotos von Andreas Raggenbass. Plakate von Niklaus Troxler. Raeber, Luzern 1978, ISBN 3-7239-0051-8.
- (Hrsg.) Neue Theaterstücke aus der Schweiz. Eichborn, Frankfurt am Main 1991, ISBN 3-8218-1726-7.
- (Hrsg.) Max Frisch, Friedrich Dürrenmatt: Briefwechsel. Diogenes, Zürich 1998, ISBN 3-257-06174-9; Taschenbuch ebd. 2001, ISBN 3-257-23289-6.
- (Mitarbeit) Bruno Spoerri (Hrsg.): Jazz in der Schweiz. Geschichte und Geschichten. Chronos, Zürich 2005, ISBN 3-0340-0739-6.
- Dürrenmatt oder Die Ahnung vom Ganzen. Biographie. Diogenes, Zürich 2011, ISBN 978-3-257-06797-2.
- Stolen Moments. 1522 Jazzkolumnen.  Echtzeit, Basel 2013, ISBN 978-3905800715